# Batalla de Arnemuiden
La batalla de Arnemuiden fue una batalla naval librada el 23 de septiembre de 1338 al inicio de la guerra de los Cien Años entre Inglaterra y Francia. Fue la primera batalla naval de la guerra de los Cien Años y la primera batalla naval europea registrada en la que se utilizó artillería, puesto que el barco Inglés Christopher contaba con tres cañones y una culebrina.
En la batalla intervino una amplia flota francesa bajo los almirantes Hugues Quiéret y Nicolas Béhuchet que se enfrentaron a una pequeña flota de cinco cocas inglesas de gran tamaño, las cuales transportaban un enorme cargamento de lana a Amberes, donde Eduardo III esperaba venderla, con el fin de obtener fondos con los que pagar a sus aliados. Tuvo lugar cerca de Arnemuiden, el puerto de la isla de Walcheren (en la actualidad en los Países Bajos, pero entonces parte de la Condado de Flandes, formalmente parte del Reino de Francia). Abrumado por la superioridad numérica y con algunos de sus tripulantes aún en tierra, los barcos ingleses lucharon con valentía, especialmente el Christopher bajo el mando de John Kingston, quien también fue comandante de la escuadra. Kingston se rindió después de luchar y agotar todos los medios de la defensa en un día.
Los franceses capturaron la rica carga y tomaron los cinco buques ingleses en su flota, pero masacraron a los prisioneros ingleses. Las crónicas escriben:

Se dijo que los marineros del rey de Francia hicieron gran pillaje en ese invierno, y sobre todo conquistaron el hermoso gran navío llamado Christophe, todo cargado de los bienes y de lana que el inglés enviaba a Flandes, la tal nave había costado mucho construir al rey Inglés; pero la tripulación se perdió para los Normandos, y fueron todos muertos